# 전광 (전자 부품)

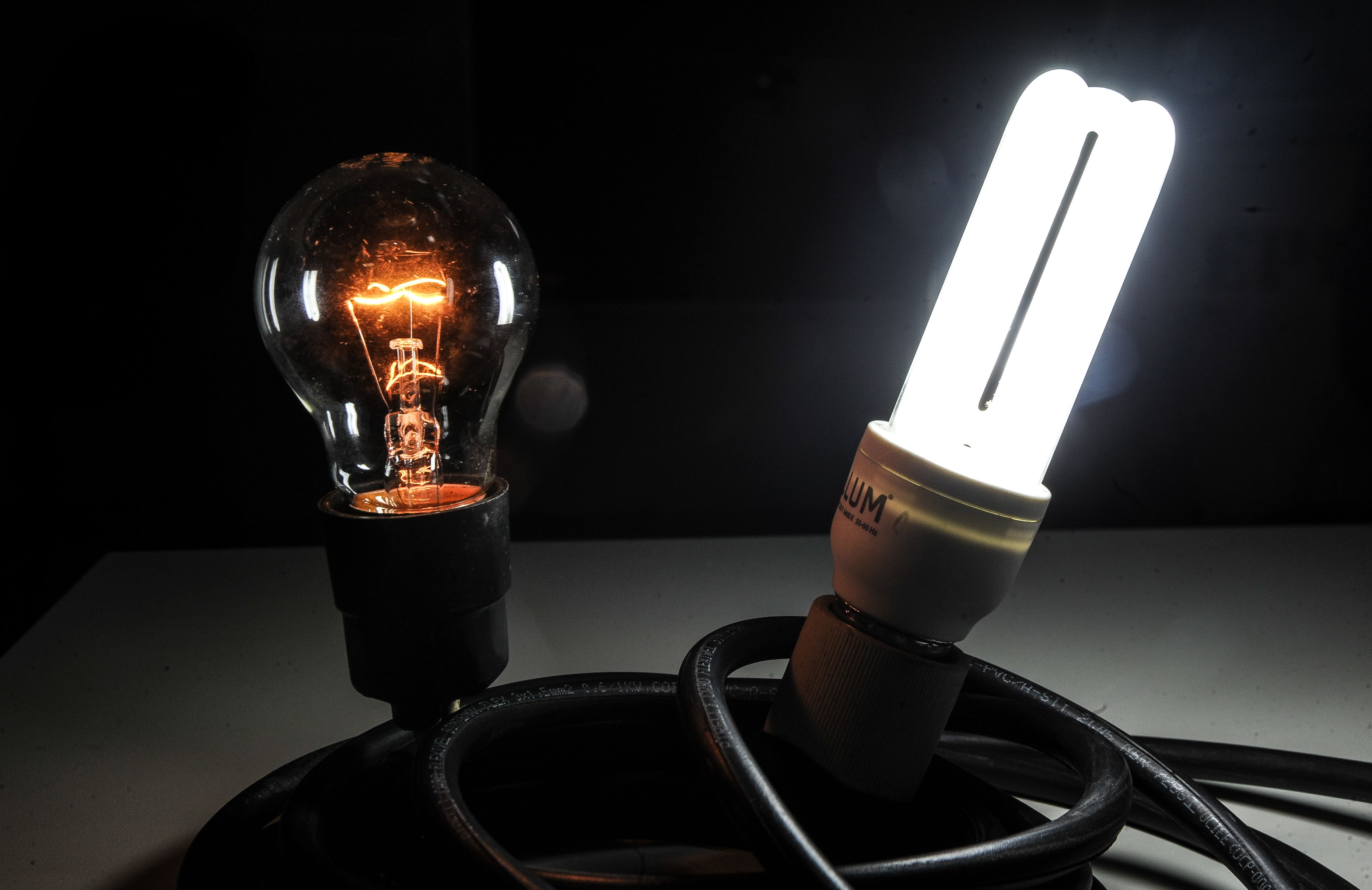

전광(electric light)은 빛을 생성하는 전자 부품이다. 인공 조명의 가장 일반적인 형태이다. 램프는 일반적으로 세라믹, 금속, 유리 또는 플라스틱으로 만들어진 베이스를 갖고 있으며, 이 베이스는 종종 "램프"라고도 불리는 조명기구의 소켓에 램프를 고정한다. 소켓에 대한 전기 연결은 나사산 베이스, 두 개의 금속 핀, 두 개의 금속 캡 또는 총검 마운트를 사용하여 이루어질 수 있다.
전광의 세 가지 주요 범주는 전류에 의해 백열로 가열된 필라멘트에 의해 빛을 생성하는 백열등, 형광등과 같이 가스를 통해 전기 아크를 통해 빛을 생성하는 가스방전등 및 LED 램프이다. 이는 반도체의 띠틈을 가로지르는 전자의 흐름에 의해 빛을 생성한다.
전기 조명의 에너지 효율은 19세기 아크 램프와 백열 전구가 처음으로 시연된 이후 급격히 증가했다. 현대의 전기 광원은 다양한 응용 분야에 적합한 다양한 유형과 크기로 제공된다. 대부분의 현대 전기 조명은 중앙에서 생성된 전력으로 전력을 공급받지만, 이동식 또는 대기 발전기나 배터리 시스템을 통해 전력을 공급받을 수도 있다. 전지 구동 조명은 고정 조명이 고장날 때와 장소를 위해 종종 손전등이나 전기 랜턴의 형태로 사용되거나 차량에 사용된다.

## 같이 보기
- 광원 목록